# Cooloolana albicoxa
Cooloolana albicoxa är en stekelart som beskrevs av Boucek 1988. Cooloolana albicoxa ingår i släktet Cooloolana och familjen puppglanssteklar. Inga underarter finns listade i Catalogue of Life.